# Jacquemontia evolvuloides
Jacquemontia evolvuloides är en vindeväxtart som först beskrevs av Stefano Moricand, och fick sitt nu gällande namn av Carl Daniel Friedrich Meisner. Jacquemontia evolvuloides ingår i släktet Jacquemontia och familjen vindeväxter. Utöver nominatformen finns också underarten J. e. longepedunculata.